# Gran Premio motociclistico degli Stati Uniti d'America 1990
Il Gran Premio motociclistico degli Stati Uniti d'America corso l'8 aprile 1990 è stato il secondo Gran Premio della stagione 1990 e ha visto gareggiare tre classi, con le vittorie di Wayne Rainey nella classe 500 e di John Kocinski nella classe 250; vi corsero anche i sidecar, nella cui gara si impose l'equipaggio Alain Michel/Simon Birchall.

## Classe 500
La gara è stata caratterizzata da molte cadute ed incidenti; il più grave ha coinvolto il pilota australiano Kevin Magee, che resterà poi in coma per vari giorni e che ha causato anche un'interruzione della gara.
La prova è stata poi vinta dallo statunitense Wayne Rainey che guida la classifica provvisoria a punteggio pieno con due vittorie in altrettante gare, davanti all'australiano Michael Doohan e all'italiano Pierfrancesco Chili. Sono stati classificati solo 10 piloti e pertanto non sono stati assegnati tutti i punti disponibili per la classifica iridata.

### Arrivati al traguardo
| Pos. | Pilota               | Moto   | Tempo     | Griglia | Punti |
| ---- | -------------------- | ------ | --------- | ------- | ----- |
| 1    | Wayne Rainey         | Yamaha | 50.55.379 | 2       | 20    |
| 2    | Michael Doohan       | Honda  | 51.25.765 | 6       | 17    |
| 3    | Pierfrancesco Chili  | Honda  | 51.54.612 | 8       | 15    |
| 4    | Christian Sarron     | Yamaha | 52.08.385 | 10      | 13    |
| 5    | Jean-Philippe Ruggia | Yamaha | 52.17.971 | 12      | 11    |
| 6    | Juan Garriga         | Yamaha | 1 giro    | 13      | 10    |
| 7    | Randy Mamola         | Cagiva | 1 giro    | 9       | 9     |
| 8    | Alex Barros          | Cagiva | 1 giro    | 15      | 8     |
| 9    | Peter Lindén         | Honda  | 3 giri    | 16      | 7     |
| 10   | Nicholas Schmassmann | Honda  | 3 giri    | 17      | 6     |

### Ritirati
| Pilota         | Moto   | Motivo | Griglia |
| -------------- | ------ | ------ | ------- |
| Kevin Schwantz | Suzuki |        | 3       |
| Wayne Gardner  | Honda  |        | 1       |
| Kevin Magee    | Suzuki |        | 7       |
| Ron Haslam     | Cagiva |        | 14      |
| Sito Pons      | Honda  |        | 5       |

### Non partiti
| Pilota         | Moto   | Motivo | Griglia |
| -------------- | ------ | ------ | ------- |
| Eddie Lawson   | Yamaha |        | 4       |
| Tadahiko Taira | Yamaha |        | 11      |

## Classe 250

### Arrivati al traguardo
| Pos. | Pilota            | Moto     | Tempo     | Griglia | Punti |
| ---- | ----------------- | -------- | --------- | ------- | ----- |
| 1    | John Kocinski     | Yamaha   | 44.59.738 | 3       | 20    |
| 2    | Luca Cadalora     | Yamaha   | 45.10.407 | 1       | 17    |
| 3    | Wilco Zeelenberg  | Honda    | 45.17.742 | 6       | 15    |
| 4    | Reinhold Roth     | Honda    | 45.24.716 | 2       | 13    |
| 5    | Dominique Sarron  | Honda    | 45.33.286 | 7       | 11    |
| 6    | Carlos Cardús     | Honda    | 45.35.929 | 4       | 10    |
| 7    | Helmut Bradl      | Honda    | 45.37.934 | 9       | 9     |
| 8    | Jochen Schmid     | Honda    | 45.53.536 | 10      | 8     |
| 9    | Andreas Preining  | Aprilia  | 46.01.445 | 14      | 7     |
| 10   | Martin Wimmer     | Aprilia  | 46.02.547 | 8       | 6     |
| 11   | Masahiro Shimizu  | Honda    | 46.03.655 | 12      | 5     |
| 12   | Loris Reggiani    | Aprilia  | 46.11.997 | 16      | 4     |
| 13   | Rich Oliver       | Yamaha   | 46.12.369 | 15      | 3     |
| 14   | Niall Mackenzie   | Yamaha   | 46.12.700 | 21      | 2     |
| 15   | Carlos Lavado     | Aprilia  | 46.25.851 | 13      | 1     |
| 16   | Jorge Martínez    | JJ Cobas | 1 giro    | 19      |       |
| 17   | Renzo Colleoni    | Aprilia  | 1 giro    | 17      |       |
| 18   | Andrea Borgonovo  | Aprilia  | 1 giro    | 25      |       |
| 19   | Chris d'Aluisio   | Yamaha   | 1 giro    | 29      |       |
| 20   | Bernard Haenggeli | Aprilia  | 1 giro    | 22      |       |
| 21   | John Cornwell     | Yamaha   | 1 giro    | 28      |       |
| 22   | Urs Jücker        | Yamaha   | 1 giro    | 27      |       |
| 23   | Daniel Coe        | Yamaha   | 1 giro    | 30      |       |

### Ritirati
| Pilota        | Moto    | Motivo | Griglia |
| ------------- | ------- | ------ | ------- |
| Harald Eckl   | Aprilia |        | 18      |
| Erich Neumair | Yamaha  |        | 24      |
| Hans Becker   | Yamaha  |        | 23      |
| Alan Carter   | Honda   |        | 11      |
| Àlex Crivillé | Yamaha  |        | 20      |

### Non partiti
| Pilota          | Moto   | Motivo | Griglia |
| --------------- | ------ | ------ | ------- |
| Jacques Cornu   | Honda  |        | 5       |
| Robbie Petersen | Yamaha |        | 36      |
| José Barresi    | Yamaha |        | 31      |

## Classe sidecar
Nella prima gara della stagione la vittoria è dell'equipaggio Alain Michel-Simon Birchall; sul podio salgono anche Steve Webster-Gavin Simmons e Steve Abbott-Shaun Smith. Ritirati Rolf Biland-Kurt Waltisperg ed Egbert Streuer-Geral de Haas.

### Arrivati al traguardo (posizioni a punti)[4]
| Pos | Pilota             | Passeggero      | Moto           | Tempo     | Punti |
| --- | ------------------ | --------------- | -------------- | --------- | ----- |
| 1   | Alain Michel       | Simon Birchall  | LCR-Krauser    | 47'17"066 | 20    |
| 2   | Steve Webster      | Gavin Simmons   | LCR-Krauser    | +20"616   | 17    |
| 3   | Steve Abbott       | Shaun Smith     | Windle-Yamaha  | +31"100   | 15    |
| 4   | Markus Egloff      | Urs Egloff      | SMS-Yamaha     | +42"861   | 13    |
| 5   | Derek Jones        | Peter Brown     | LCR-Yamaha     | +48"918   | 11    |
| 6   | Bernd Scherer      | Bruno Hiller    | LCR-Krauser    | +50"386   | 10    |
| 7   | Masato Kumano      | Eckart Rösinger | LCR-TEC        |           | 9     |
| 8   | René Progin        | Gary Irlam      | LCR-Krauser    |           | 8     |
| 9   | Yoshisada Kumagaya | Brian Houghton  | Windle-JPX     |           | 7     |
| 10  | Theo van Kempen    | Jan Kuyt        | LCR-Krauser    |           | 6     |
| 11  | Alfred Zurbrügg    | Martin Zurbrügg | LCR-Krauser    |           | 5     |
| 12  | Billy Gällros      | Peter Lindén    | Streuer-Yamaha |           | 4     |
| 13  | Barry Smith        | David Smith     | Windle-ADM     |           | 3     |
| 14  | Gary Thomas        | Tony Strevens   | LCR-Krauser    |           | 2     |
| 15  | Wolfgang Stropek   | Karl Paul       | LCR-ADM        |           | 1     |